# Burg Kastellaun
Die Burg Kastellaun ist die Ruine einer Höhenburg auf dem Burgberg bei 434 m ü. NN verbunden mit der ehemaligen Stadtmauer der Stadt Kastellaun im Rhein-Hunsrück-Kreis in Rheinland-Pfalz.

## Geschichte
Die im 13. Jahrhundert erbaute Burg wird erstmals 1248 urkundlich im Besitz der Grafen von Sponheim erwähnt und war 1301 Residenz des Grafen Simon II. von Sponheim. Bereits 1226 werden in einer Urkunde Hilger und Gerhard von Kestellin genannt. Ob sich die beiden nach der Burg oder nach dem Ort nannten, ist nicht gesichert.
1321 wurde die Burg vom Erzbischof Balduin von Trier belagert. Er erbaute 1325 gegen die sponheimischen Lande die nahegelegene Burg Balduinseck.
Als 1340 Walram von Sponheim Kastellaun verlassen hatte, wurde die Burg von Amtmännern und Burgmannen verwaltet. Nach dem Aussterben der Grafen von Sponheim fiel die Burg mit der Grafschaft an den Markgrafen Bernhard von Baden und den Grafen Friedrich von Veldenz. Die beiden übten die so genannte Gemeinherrschaft aus.
Der letzte Veldenzer Graf starb 1444 und vererbte seinen Anteil des Gemeinteils an seinen Schwiegersohn Stefan von Pfalz-Simmern-Zweibrücken. Dadurch wurde die hintere Grafschaft Sponheim in die pfälzische Interessensphäre gezogen, in Kriege verwickelt und Besitztum des Herzogtums Pfalz-Zweibrücken.
Ab 1594 war die Burg Zufluchtsort des aus der Markgrafschaft Baden-Baden vertriebenen Markgrafen Eduard Fortunat und somit wieder Residenz. Erst 35-jährig stürzte Markgraf Eduard Fortunat am 18. Juni 1600 – vermutlich infolge zu reichlichen Alkoholgenusses – von einer Treppe der Burg Kastellaun zu Tode. Markgraf Eduard Fortunat wurde zunächst im Kloster Engelport nahe der Mosel beigesetzt, zwischen 1622 und 1631 aber in die Stiftskirche zu Baden-Baden umgebettet. Als die Markgrafschaft Baden-Baden von 1631 bis 1633 vorübergehend wieder an die Markgrafschaft Baden-Durlach fiel, sollte das Grab in der Stiftskirche zerstört werden, was jedoch mittels einer geschickten Täuschung durch die damit beauftragten Maurer vereitelt wurde.
Im Dreißigjährigen Krieg (1618 bis 1648) besetzten Spanier, Schweden, Lothringer, Hessen und Franzosen die Stadt Kastellaun und die Burg.
Während des Pfälzischen Erbfolgekrieges sprengten französischen Truppen 1689 die Burg. Dabei detonierte ein Teil des Sprengstoffes am Pulverturm nicht, weshalb er noch heute zu einer Seite erhalten ist. Die Burg Kastellaun wurde danach nicht wieder aufgebaut.
1820 kam die Ruine in Privatbesitz, 1884 kaufte sie die Stadt Kastellaun und nahm erste Sicherungen vor. 1990 bis 1993 wurden der Burgberg und die Burgruine saniert, Unterburg und Zuweg wurden neu aufgebaut.

## Beschreibung

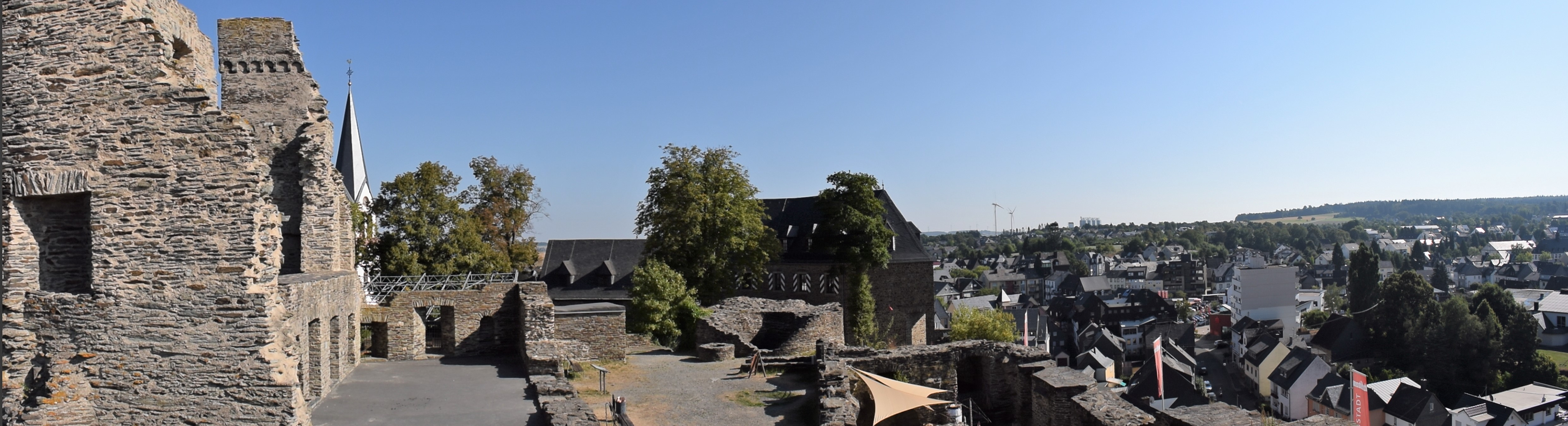
Die Oberburg der Burganlage Kastellaun vom Südturm aufgenommen

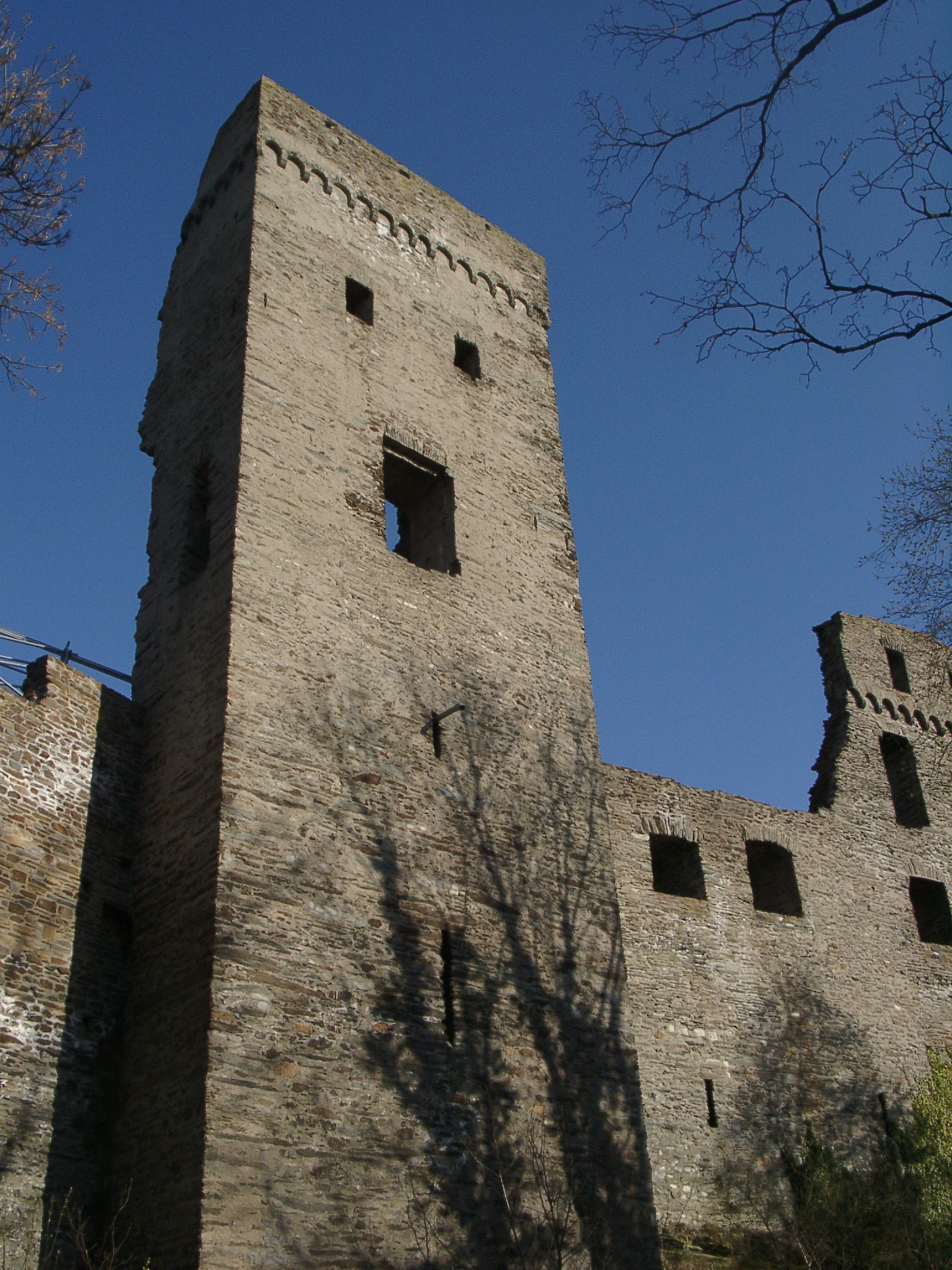
Ruine des Pulverturmes mit rekonstruiertem Rundbogenfries

Die Burg gliedert sich in eine Haupt- und eine Vorburg. Auf der Hauptburg befinden sich die Reste des Bergfriedes, der Ringmauer und von zwei Wohnbauten. Der ältere Ostbau stammt aus dem 14. Jahrhundert, der Keller wurde bei Grabungen (1990–93) wiederentdeckt. Der weithin sichtbare Rest an der Westseite der Hauptburg stammt vom östlichen Palas und dem anschließenden viereckigen Pulverturm. Beide Bauten sind wohl erst im 16. Jahrhundert entstanden. Östlich zur Stadt hin ist ein Zwinger vorgelagert. In der Vorburg stehen heute zwei neue Gebäude auf alten Grundmauern. Die ursprüngliche Zufahrt befand sich im Pfortenturm an der Nordspitze. Der heutige Zugang ist modern.

## Heutige Nutzung

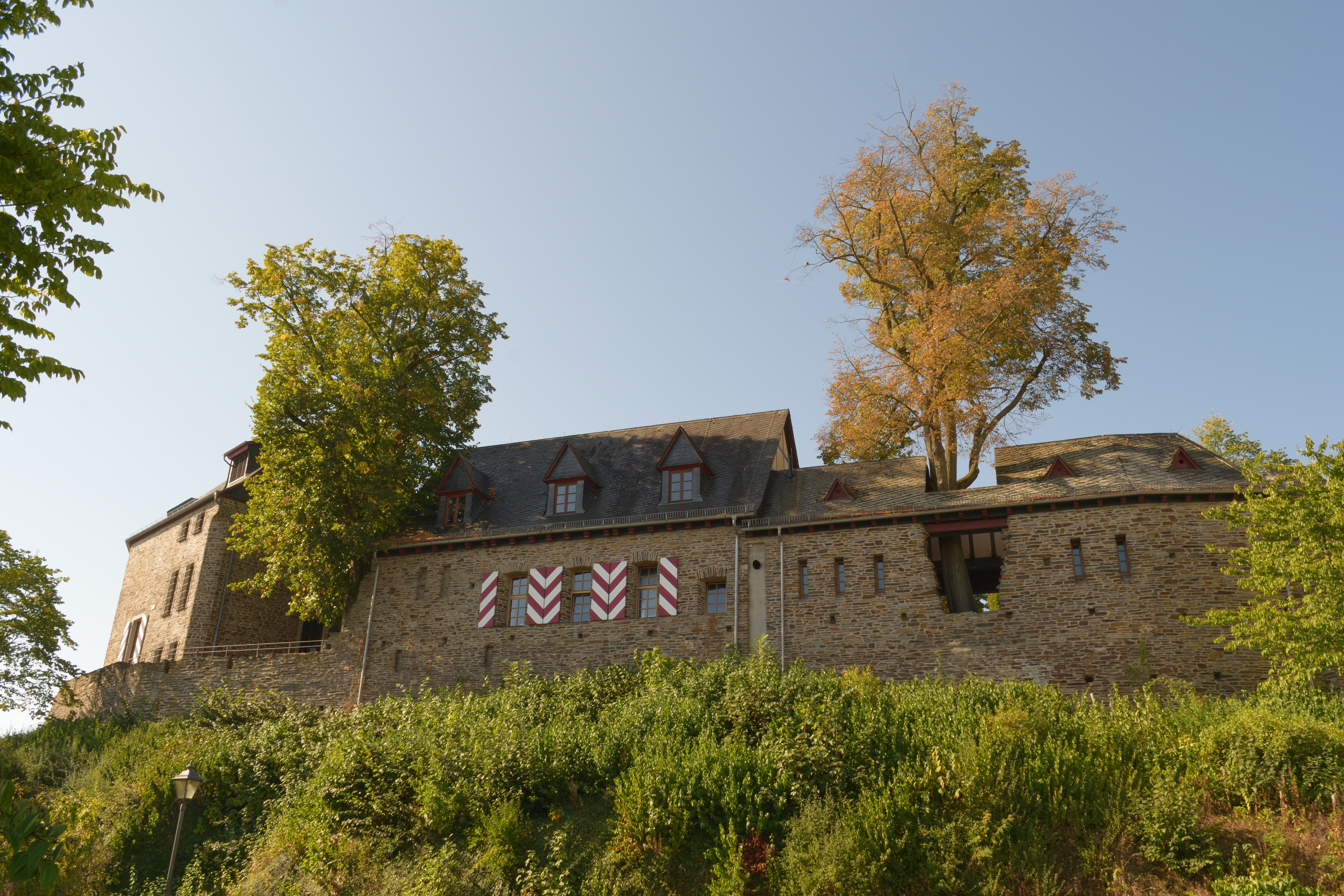
Die modern restaurierte Unterburg aus nordöstlicher Ansicht

Der ehemalige Palas der Burg dient heute als Freilichtbühne für Theateraufführungen.
In den Burgkeller und Teilbereiche der in den Jahren 2006/2007 auf alten Fundamenten neu aufgebauten Unterburg ist die Gastronomie eingezogen und bietet unter anderem Rittermahle in mittelalterlichem Ambiente. Die Stadt Kastellaun bietet auf der Burg im Sommer an Sonntagen zusätzlich ein kinderfreundliches Freizeitprogramm an. Weitere gesonderte Veranstaltungen locken besonders viele Besucher auf die Ruine.
In der Unterburg wurde am 9. September 2007 ein Dokumentationszentrum eingeweiht. Es schlägt einen Bogen mit den wichtigsten Ereignissen der Region von der Frühgeschichte bis zur Gegenwart. Als „Haus der regionalen Geschichte“ wird im Erdgeschoss die keltische und römische Vergangenheit des Kastellauner Landes in ihren wichtigsten Stationen dargestellt. Eine Rekonstruktion des 1938 gefundenen Beller Wagengrabes, Überreste von keltischen Tongefäßen, Kleiderfibeln und Schmuck sowie das Modell eines römischen Legionärshelmes vermitteln einen Eindruck davon, wie unsere Vorfahren einst gelebt haben. Die erste Etage zeichnet das mittelalterliche Leben der Ritter und Edelleute auf den Hunsrücker Burgen nach. Im Obergeschoss befinden sich Modellnachbauten und Informationen über die ehemalige Raketenstation Pydna und die Hunsrücker Friedensbewegung, sowie der heutigen Nutzung als Bundeswehrstandort und Festivalgelände (Nature One).